# Agrostis castellana
Agrostis castellana es una especie de planta herbácea de la familia de las poáceas. 

## Descripción
Agrostis castellana es una planta perenne, laxamente cespitosa, con rizoma corto, rara vez con estolones. Tallos de  40-130 cm de altura, erectos o ascendentes, glabros. Hojas con lígula de 0,5-5 mm, oblonga, obtusa o truncada; limbo de 3-30 cm x 1-3 mm, plano, rara vez convoluto o casi filiforme y de 0,5 mm de diámetro. Panícula de 8-27 cm, laxa, con ramas erectas después de la antesis, escábridas, ramificadas por encima de la mitad y ramas de segundo orden largamente desnudas en la base. Pedúnculos de 1 a 2 veces más largos que las espiguillas, escábridos. Espiguillas de 2-3,5 mm. Glumas ligeramente desiguales, lanceoladas, agudas o subagudas, anchamente escariosas, con quilla escábrida. Raquilla frecuentemente prolongada por encima de la flor. El fruto es una cariopsis de 1,3-1,5 x 0,3-0,4 mm. Tiene un número de cromosomas de 2n = 28, 42. Florece de mayo a julio.

## Distribución y hábitat
Se encuentra sobre suelos arenosos ácidos. Frecuente en Los Pedroches, Sierra Norte, Aracena, Andévalo, Litoral, Grazalema, Algeciras. Distribución general en el Sur de Europa, Macaronesia, Norte de África.

## Taxonomía
Agrostis stolonifera fue descrita por Boiss. & Reut.  y publicado en Diagnoses Plantarum Novarum Hispanicarum 26. 1842.
Citología
Número de cromosomas de Agrostis castellana (Fam. Gramineae) y táxones infraespecíficos:  2n=42+0-4B
Etimología
Ver: Agrostis
castellana: epíteto geográfico que alude a su localización en Castilla.
Sinonimia
- Agrostis alba subsp. castellana (Boiss. & Reut.) P.Fourn.
- Agrostis alba var. mutica (Hack.) Rouy
- Agrostis alba var. olivetorum (Godr.) Fiori
- Agrostis alba var. olivetorum (Gren. & Godr.) Asch. & Graebn.
- Agrostis azorica (Hochst.) Tutin & E.F.Warb.
- Agrostis azorica var. rigidifolia Tutin & E.F.Warb.
- Agrostis bolivaris Sennen
- Agrostis canariensis Parl.
- Agrostis capillaris subsp. castellana' (Boiss. & Reut.) O.Bolòs, Masalles & Vigo
- Agrostis capillaris subsp. olivetorum (Godr.) O.Bolòs, Masalles & Vigo
- Agrostis capillaris var. olivetorum (G'odr. & Gren.) Kerguélen
- Agrostis castellana var. communis Menezes
- Agrostis castellana var. hispanica (Boiss. & Reut.) Hack.
- Agrostis castellana var. mixta Hack.
- Agrostis castellana var. mutica (Boiss. & Reut.) Kerguélen ex Romero García
- Agrostis castellana var. olivetorum (Godr.) Kerguélen
- Agrostis cavanillesiana Font Quer
- Agrostis frondosa Ten. ex Spreng.
- Agrostis gigantea subsp. moldavica (Dobrescu & Belide) Dihoru
- Agrostis hispanica Boiss. & Reut.
- Agrostis hispanica var. mutica Boiss. & Reut.
- Agrostis lusitanica Steud.
- Agrostis moldavica Dobrescu & Beldie
- Agrostis olivetorum Godr.
- Agrostis parlatorei Breistr.
- Agrostis pauciflora Costa
- Agrostis schottii Trin.
- Agrostis stolonifera subsp. castellana (Boiss. & Reut.) Maire & Trab.
- Agrostis stolonifera var. hackelii Maire & Weiller
- Agrostis stolonifera var. hispanica (Boiss. & Reut.) Maire & Weiller
- Agrostis stolonifera var. mixta (Hack.) Maire & Weiller
- Agrostis stolonifera var. mutica (Hack.) Maire & Weiller
- Agrostis tricuspidata Hack.
- Agrostis vinealis Honck.
- Calamagrostis azorica (Hochst.) Steud.
- Deyeuxia azorica Hochst. ex Seub.
- Vilfa frondosa (Trin. ex Spreng.) C.Presl[7][8]

Nombres comunes
- Castellano: cervuno, cosquileras, cosquillas, escobilla, limpiaplatos, pasto cervuno, plumeros.(el número entre paréntesis indica las especies que tienen el mismo nombre en España)[9]